# Região Vinhateira do Alto Douro
O Alto Douro Vinhateiro  ou Região Vinhateira do Alto Douro é uma área do nordeste de Portugal com mais de 26 mil hectares, classificada pela UNESCO, em 14 de dezembro de 2001, como Património da Humanidade, na categoria de paisagem cultural sendo rodeada de montanhas que lhe dão características mesológicas e climáticas particulares.
Esta região, que é banhada pelo rio Douro e faz parte do chamado Douro Vinhateiro, produz vinho há mais de 2.000 anos, entre os quais, o mundialmente célebre vinho do Porto.
As suas origens remontam à segunda metade do século XVII, altura em que o Vinho do Porto começa a ser produzido e exportado em quantidade, especialmente para a Inglaterra.
Contudo, os elevados lucros obtidos com as exportações para a Inglaterra viriam a gerar situações de fraude, de abuso e de adulteração da qualidade do vinho generoso. Os principais produtores de vinho durienses exigem então a intervenção do governo e a 10 de setembro de 1756, é finalmente criada a "Companhia Geral da Agricultura das Vinhas do Alto Douro".
Para demarcar o espaço físico da região foram então mandados implantar 201 marcos de granito. No ano de 1761 são colocados mais 134 marcos pombalinos, perfazendo então um total de 335.
Já em 10 de maio de 1907, ao abrigo do decreto assinado por João Franco, a região demarcada é novamente delimitada, estendendo-se para o Douro Superior.
A longa tradição de viticultura produziu uma paisagem cultural de beleza excepcional que reflecte a sua evolução tecnológica, social e económica.

## Divisão geográfica

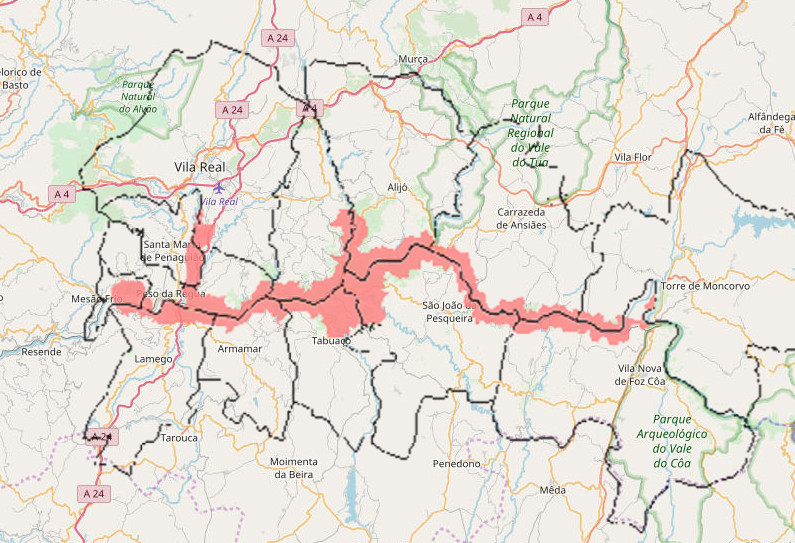
Mapa dos limites geográficos do Alto Douro Vinhateiro

Localização do Alto Douro em Portugal.

A Região Demarcada do Douro divide-se em 3 "zonas":

### Baixo-Corgo
Representa mais de metade da região demarcada com 51% da área ocupada por vinha, representa toda a margem direita do rio Douro, desde Barqueiros até ao rio Ceira, (limite da freguesia de Galafura e Covelinhas) do município de Peso da Régua. Na margem esquerda, desde a freguesia de Barrô até ao Rio Temi-Lobos, nas proximidades da Vila de Armamar.

### Cima-Corgo
36% da região demarcada, estende-se desde as fronteiras da anterior e vai até ao meridiano que passa no Cachão da Valeira.

### Douro superior
A área mais pequena com aproximadamente 13%, desde as fronteiras da "Cima-Corgo" prolongando-se até à fronteira espanhola.

## Municípios abrangidos pela classificação da Unesco
Mesão Frio, Peso da Régua, Santa Marta de Penaguião, Vila Real, Alijó, Sabrosa, Murça, Carrazeda de Ansiães, Torre de Moncorvo, Lamego, Armamar, Tabuaço, S. João da Pesqueira e Vila Nova de Foz Côa, e representa dez por cento da Região Demarcada do Douro e os seus limites territoriais são definidos no mapa da UNESCO.

## Castas "recomendadas" para a Denominação de Origem Porto
Actualmente, o número de castas "recomendadas" para a Denominação de Origem Porto é de 31 castas: 16 tintas e 15 brancas. As tintas são: Bastardo, Donzelinho-Tinto, Marufo ( Mourisco ), Tinta-Francisca, Aragonez ( Tinta-Roriz ), Tinto-Cão, Touriga-Franca ( Touriga-Francesa), Touriga-Nacional, Cornifesto, Malvasia-Preta, Castelão (Periquita ), Rufete, Trincadeira ( Tinta-Amarela ), Tinta-Barrosa, Tinta da Barca e Sousão. As brancas são: Donzelinho-Branco, Sercial ( Esgana-Cão ), Folgazão, Gouveio ou Verdelho, Malvasia-Fina ( Boal ), Rabigato, Viosonho, Arinto ( Pedernã ), Semillon, Cercial, Síria ou Códega ( Roupeiro ), Vital, Moscatel-Galego-Branco e Samarrinho.

## Tipos de vinho
- Lágrima: Vinho branco que pode ser seco, doce ou muito doce, chega ao mercado depois de três anos de estágio.

Os vinhos produzidos a partir de castas tintas distinguem pelo processo de envelhecimento, pode ser através de um processo de envelhecimento durante décadas em garrafas ou em cascos de madeira, os que seguem este último processo podem ser:
- Ruby: Chegam ao mercado geralmente com a idade de três anos.
- Tawny: Envelhecem geralmente 5 anos em cascos de carvalho antes de chegar a garrafa, dentro deste existem os Tawnies com indicação de idade e os Tawnies com indicação da data de colheita.
- Estilo Vintage: Pode ser bebido logo após o engarrafamento.
- Crusted Envelhecido em casco durante 2 ou 3 anos, posteriormente passa ainda 3 / 4 anos em garrafa antes de ser consumido.

Para além dos vinhos amadurecidos em cascos de madeira, o vinho do Porto pode ainda ser envelhecido em garrafa, através deste método criam-se as qualidades superiores do vinho do Porto como:
- Late Bottled Vintage: Vinho que resulta apenas de colheitas de boas qualidades, passa entre 4 a 6 anos em cascos antes de ser engarrafado.
- Vintage: Nem todas as vindimas os podem gerar pois são resultado de uma reunião de excepcionais condições climáticas que permitem maturações ideais para criação máxima das vinhas do Douro.